# پالو دل فرزینا
پالو دل فرزینا (به ایتالیایی: Palù del Fersina) یک کومونه در ایتالیا است که در ترنتینو واقع شده‌است. پالو دل فرزینا ۱۶٫۷ کیلومتر مربع مساحت و ۱۸۳ نفر جمعیت دارد.